# Доње Гаре
Доње Гаре је насеље у Србији у општини Власотинце у Јабланичком округу. Према попису из 2022. било је 48 становника.

## Прошлост
Када је 1879. године пописан Власотиначки срез, у месту Доње Гаре је било следеће стање: у 201 кући живело је 1.369 душа, писмен је био само један човек, а број пореских глава износио је 302.

## Демографија
У насељу Доње Гаре живи 143 пунолетна становника, а просечна старост становништва износи 48,6 година (44,5 код мушкараца и 52,9 код жена). У насељу има 58 домаћинстава, а просечан број чланова по домаћинству је 2,84.
Ово насеље је у потпуности насељено Србима (према попису из 2002. године), а у последња три пописа, примећен је пад у броју становника.
|  |

| Демографија | Демографија | Демографија |
| Година      | Становника  | Становника  |
| ----------- | ----------- | ----------- |
| 1948.       | 580         |             |
| 1953.       | 634         |             |
| 1961.       | 590         |             |
| 1971.       | 459         |             |
| 1981.       | 360         |             |
| 1991.       | 246         | 246         |
| 2002.       | 165         | 165         |
| 2011.       | 90          |             |
| 2022.       | 48          |             |

| Етнички састав према попису из 2002.‍ | Етнички састав према попису из 2002.‍ | Етнички састав према попису из 2002.‍ | Етнички састав према попису из 2002.‍ | Етнички састав према попису из 2002.‍ |
| ------------------------------------ | ------------------------------------ | ------------------------------------ | ------------------------------------ | ------------------------------------ |
|                                      |                                      |                                      |                                      |                                      |
| Срби                                 | Срби                                 |                                      | 165                                  | 100,0%                               |

| Година пописа     | 1948. | 1953. | 1961. | 1971. | 1981. | 1991. | 2002. |
| ----------------- | ----- | ----- | ----- | ----- | ----- | ----- | ----- |
| Број домаћинстава | 104   | 108   | 103   | 99    | 97    | 81    | 58    |

| Број чланова      | 1  | 2  | 3  | 4 | 5 | 6 | 7 | 8 | 9 | 10 и више | Просек |
| ----------------- | -- | -- | -- | - | - | - | - | - | - | --------- | ------ |
| Број домаћинстава | 10 | 23 | 11 | 5 | 3 | 3 | 2 | 0 | 1 | 0         | 2,84   |

| Пол    | Укупно | Неожењен/Неудата | Ожењен/Удата | Удовац/Удовица | Разведен/Разведена | Непознато |
| ------ | ------ | ---------------- | ------------ | -------------- | ------------------ | --------- |
| Мушки  | 77     | 27               | 44           | 2              | 4                  | 0         |
| Женски | 72     | 5                | 44           | 20             | 3                  | 0         |
| УКУПНО | 149    | 32               | 88           | 22             | 7                  | 0         |

| Пол    | Укупно                    | Пољопривреда, лов и шумарство | Рибарство                            | Вађење руде и камена | Прерађивачка индустрија       |
| ------ | ------------------------- | ----------------------------- | ------------------------------------ | -------------------- | ----------------------------- |
| Мушки  | 55                        | 48                            | 0                                    | 0                    | 0                             |
| Женски | 21                        | 19                            | 0                                    | 0                    | 0                             |
| УКУПНО | 76                        | 67                            | 0                                    | 0                    | 0                             |
| Пол    | Производња и снабдевање   | Грађевинарство                | Трговина                             | Хотели и ресторани   | Саобраћај, складиштење и везе |
| Мушки  | 0                         | 4                             | 0                                    | 0                    | 0                             |
| Женски | 0                         | 0                             | 0                                    | 0                    | 0                             |
| УКУПНО | 0                         | 4                             | 0                                    | 0                    | 0                             |
| Пол    | Финансијско посредовање   | Некретнине                    | Државна управа и одбрана             | Образовање           | Здравствени и социјални рад   |
| Мушки  | 0                         | 0                             | 2                                    | 1                    | 0                             |
| Женски | 0                         | 0                             | 0                                    | 1                    | 0                             |
| УКУПНО | 0                         | 0                             | 2                                    | 2                    | 0                             |
| Пол    | Остале услужне активности | Приватна домаћинства          | Екстериторијалне организације и тела | Непознато            | Непознато                     |
| Мушки  | 0                         | 0                             | 0                                    | 0                    | 0                             |
| Женски | 0                         | 0                             | 0                                    | 1                    | 1                             |
| УКУПНО | 0                         | 0                             | 0                                    | 1                    | 1                             |